# Referèndums a Suïssa el 2018
Deu referèndums nacionals van tenir lloc a Suïssa durant el 2018. Les votacions es van dur a terme el 4 de març, el 10 de juny, el 23 de setembre i el 25 de novembre. Cada referèndum va ser anunciat amb quatre mesos d'antelació per l'organisme responsable de coordinar-los, la Cancelleria Federal.

## Referèndums del març
Dos referèndums van tenir lloc el 4 de març:
- Un sobre el decret federal del 16 de juny del 2017 sobre el Nou Control Financer del 2021: permetria al govern federal modificar l'IVA i decidir els impostos federals fins al 2035[1]
- Un sobre la petició popoular: Si a l'abolició de les multes a la radio i la televisió, de l'11 de desembre del 2015. L'objectiu d'aquesta petició era eliminar el sistema de llicències d'autor, fet que permetria tenir accés gratuit a molt contingut multimedia, però implicaria perdre la principal font d'ingrés de la Societat Suïssa de Radiodifusió i Televisió (SRG SSR)[2]

### Resultats
| Pregunta                                 | A favor   | A favor | En contra | En contra | Blancs/nuls | Vots Totals | Votants registrats | Participació | Cantons a favor | Cantons a favor | Cantons en contra | Cantons en contra | Resultat |
| Pregunta                                 | Vots      | %       | Vots      | %         | Blancs/nuls | Vots Totals | Votants registrats | Participació | Tot             | Mig             | Tot               | Mig               | Resultat |
| ---------------------------------------- | --------- | ------- | --------- | --------- | ----------- | ----------- | ------------------ | ------------ | --------------- | --------------- | ----------------- | ----------------- | -------- |
| Control Financer 2021                    | 2,358,086 | 84.1    | 445,464   | 15.9      | 100,497     | 2,904,047   | 5,391,090          | 53.87        | 20              | 6               | 0                 | 0                 | Aprovat  |
| Abolició multes                          | 833,837   | 28.4    | 2,098,302 | 71.6      | 24,215      | 2,956,354   | 5,391,090          | 54.84        | 0               | 0               | 20                | 6                 | Rebutjat |
| Font: Cancelleria Federal de Suïssa 1, 2 |           |         |           |           |             |             |                    |              |                 |                 |                   |                   |          |

## Referèndums del juny
Dos referèndums van tenir lloc el 10 de juny:
- Un sobre la Iniciativa Soberana de la Moneda: el seu objectiu era atorgar al Banc Nacional Suís el monopoli en la fabricació de diners. Va ser impulsat per l'Associació per la Modernització de la Moneda, sense el suport de cap partit polític. La recollida de firmes va començar el 3 de juny de 2014, i la iniciativa va ser aprovada per la Cancelleria Federal Suïssa el dia 1 de desembre del 2015, amb prop de 110.000 firmes. Tot i així aquesta iniciativa va trobar-se amb l'oposició de l'Assemblea Federal de Suïssa[3]
- Un sobre l'Acta Federal del Joc: l'objectiu que promovia era regular els locals de joc i apostes de formes més contundents i frenar la obertura de nous locals d'aquesta tipologia[3][4]

### Resultats
| Pregunta                                 | A favor   | A favor | En contra | En contra | Blancs/nuls | Vots Totals | Votants Registrats | Participació | Cantons a favor | Cantons a favor | Cantons en contra | Cantons en contra | Resultat |
| Pregunta                                 | Vots      | %       | Vots      | %         | Blancs/nuls | Vots Totals | Votants Registrats | Participació | Tot             | Mig             | Tot               | Mig               | Resultat |
| ---------------------------------------- | --------- | ------- | --------- | --------- | ----------- | ----------- | ------------------ | ------------ | --------------- | --------------- | ----------------- | ----------------- | -------- |
| Iniciativa Soberana de la Moneda         | 442,387   | 24.3    | 1,379,540 | 75.7      | 44,042      | 1,865,969   | 5,400,197          | 34.6         | 0               | 0               | 20                | 6                 | Rebutjat |
| Acta Federal del Joc                     | 1,326,207 | 72.9    | 492,024   | 27.1      | 45,723      | 1,863,954   | 5,400,197          | 34.5         |                 |                 |                   |                   | Aprovat  |
| Font: Cancelleria Federal de Suïssa 1, 2 |           |         |           |           |             |             |                    |              |                 |                 |                   |                   |          |

## Referèndums del setembre
Tres referèndums van tenir lloc el 23 de setembre:
- Un sobre l'equiparació de les rutes ciclistes amb els camins i les rutes habituals per caminar[5]
- Un per la promoció d'una producció alimentària sostenible, neta i respectuosa amb els animals[6]
- Un sobre el reenfocament de la política agrícola, posant el focus de treball en les granges petites i familiars, promovent una agricultura sostenible, diversa i lliure de transgènics[7]

### Resultats
| Pregunta                                    | A favor   | A favor | En contra | En contra | Blancs/Nuls | Vots Totals | Votants Registrats | Participació | Cantons a favor | Cantons a favor | Cantons en contra | Cantons en contra | Resultat |
| Pregunta                                    | Vots      | %       | Vots      | %         | Blancs/Nuls | Vots Totals | Votants Registrats | Participació | Tot             | Mig             | Tot               | Mig               | Resultat |
| ------------------------------------------- | --------- | ------- | --------- | --------- | ----------- | ----------- | ------------------ | ------------ | --------------- | --------------- | ----------------- | ----------------- | -------- |
| Equiparació rutes ciclistes                 | 1,475,000 | 73.6    | 529,253   | 26.4      | 24,603      | 2,028,856   | 5,412,449          | 37.5         | 20              | 6               | 0                 | 0                 | Aprovat  |
| Iniciativa Alimentària justa                | 774,821   | 38.7    | 1,227,326 | 61.3      | 28,699      | 2,030,846   | 5,412,449          | 37.5         | 4               | 0               | 16                | 6                 | Rebutjat |
| Política agrícola                           | 628,301   | 31.6    | 1,358,894 | 68.4      | 40,803      | 2,027,998   | 5,412,449          | 37.5         | 4               | 0               | 16                | 6                 | Rebutjat |
| Font: Cancelleria Federal de Suïssa 1, 2, 3 |           |         |           |           |             |             |                    |              |                 |                 |                   |                   |          |

## Referèndums del novembre
Tres referèndums va tenir lloc el 25 de novembre:
- Un sobre el finançament a pagesos que no desbanyen el seu ramat[8][9][10]
- Un sobre l'Atorgació de Preferència a la Constitució Federal Suïssa sobre les llei internacionals quan hi hagi discrepàncies entre aquestes[11][12]
- Un sobre la autorització mitjant la qual esl companyies d'assegurances podien contractar investigadors privats i detectius per espiar a individus sospitosos de cometre abús amb els privilegis atorgats per la Seguretat Social[13][14][15]

### Resultats
| Pregunta                                    | A favor   | A favor | En contra | En contra | Blancs/nuls | Vots Totals | Votants Registrats | Participació | Cantons a favor | Cantons a favor | Cantons en contra | Cantons en contra | Resultat |
| Pregunta                                    | Vots      | %       | Vots      | %         | Blancs/nuls | Vots Totals | Votants Registrats | Participació | Tot             | Mig             | Tot               | Mig               | Resultat |
| ------------------------------------------- | --------- | ------- | --------- | --------- | ----------- | ----------- | ------------------ | ------------ | --------------- | --------------- | ----------------- | ----------------- | -------- |
| Subvencions a pagesos                       | 1,145,099 | 45.3    | 1,383,911 | 54.7      |             |             |                    | 46.7         | 4               | 2               | 16                | 4                 | Rebutjat |
| Preferència de la Constitució Suïssa        | 872,803   | 33.8    | 1,712,999 | 66.2      |             |             | 47.7               | 0            | 0               | 20              | 6                 | Rebutjat          |          |
| Contractació de detectius privats           | 1,666,844 | 64.7    | 910,326   | 35.3      |             |             | 47.5               |              |                 |                 |                   | Aprovat           |          |
| Font: Cancelleria Federal de Suïssa 1, 2, 3 |           |         |           |           |             |             |                    |              |                 |                 |                   |                   |          |